# Christian Lachaud
Pour les articles homonymes, voir Lachaud.
Christian Lachaud, né le 3 février 1952, est un escrimeur handisport français.

## Biographie
Christian Lachaud a été le capitaine de l'équipe de France d'escrime handisport.
Il participe aux Jeux paralympiques de Toronto (1976), aux Jeux paralympiques d'Arnhem (1980), aux Jeux paralympiques de Barcelone (1992), aux Jeux paralympiques d'Atlanta (1996) et aux Jeux paralympiques de Sydney (2000), remportant quatorze médailles dont dix en or,.

## Palmarès
- Jeux paralympiques de Toronto en 1976
  -  Champion paralympique au fleuret novice individuel
  -  Champion paralympique à l'épée par équipe
  -  Médaillé d'argent au fleuret par équipe
- Jeux paralympiques d'Arnhem en 1980
  -  Champion paralympique à l'épée individuelle
  -  Champion paralympique au sabre individuel
  -  Champion paralympique à l'épée par équipe
  -  Champion paralympique au sabre par équipe
- Jeux paralympiques de Barcelone en 1992
  -  Champion paralympique à l'épée par équipe
  -  Champion paralympique au sabre par équipe
  -  Médaillé d'argent au sabre individuel
  -  Médaillé de bronze à l'épée individuelle
- Jeux paralympiques d'Atlanta en 1996
  -  Champion paralympique au sabre par équipe
  -  Médaillé de bronze à l'épée par équipe
- Jeux paralympiques de Sydney en 2000
  -  Champion paralympique à l'épée par équipe

## Décorations
- Officier de l'ordre national du Mérite (2000)[4]
- Chevalier de la Légion d'honneur (1996)[5]

Christian est le deuxième français du Hall of famme, 49e mondial avec 13 médailles.